# Vilanova de la Aguda
Vilanova de la Aguda (en catalán: Vilanova de l'Aguda) es un municipio y localidad de la comarca de la Noguera, en la provincia de Lérida, Comunidad Autónoma de Cataluña, España.
Está situado al noreste de la comarca y en el límite con las del Alto Urgel, el Solsonés y la Segarra. 

## Símbolos
- El escudo de Vilanova de la Aguda se define por el siguiente blasón:

«Escudo losanjado: de azur, un sotuer pleno de argén; resaltando sobre el todo una rosa de gules botonada de oro y barbada de sinople. Por timbre, una corona mural de pueblo.»
Fue aprobado el 2 de septiembre de 1992.
El escudo contiene un sotuer, o cruz de San Andrés, y una rosa, que simbolizan los patrones del pueblo, la virgen del Rosario y San Andrés.

## Geografía humana

### Demografía
Cuenta con una población de 193 habitantes (INE 2024).
| Gráfica de evolución demográfica de Vilanova de l'Aguda entre 1842 y 2021 |
| |
| Población de derecho según los censos de población del INE Población de hecho según los censos de población del INEEn estos censos se denominaba Vilanova de la Aguda: 1842, 1857, 1860, 1877, 1887, 1897, 1900, 1910, 1920, 1930, 1940, 1950, 1960, 1970 y 1981 Entre el censo de 1857 y el anterior, crece el término del municipio porque incorpora a 255193 (Guardiola), 255311 (Ribelles) |

### Núcleos de población
Vilanova de la Aguda está formado por cinco núcleos o entidades de población. 
Lista de población por entidades:
| Entidad de población | Habitantes (2006) |
| -------------------- | ----------------- |
| Alzina, L'           | 29                |
| Guardiola            | 23                |
| Ribelles             | 69                |
| Vilalta              | 8                 |
| Vilanova de l'Aguda  | 117               |
| Fuente: Municat      |                   |

### Evolución demográfica
| 743                        | 648 | 514 | 277 | 246 |
| (Fuente: [cita requerida]) |     |     |     |     |

## Economía
Agricultura de secano y ganadería.
Tratar mal s los turistas. Increparles.

## Lugares de interés
- Núcleo antiguo de carácter medieval.
- Castillo de la Aguda, con la capilla de San Miguel de Valldàries, de estilo románico.
- Un loco en todo terreno que increpar a la gente.